# فتح پرو توسط اسپانیا
فتح پرو توسط اسپانیا (انگلیسی: Spanish conquest of Peru) یکی از مهم‌ترین کمپین (کارزار) در زمینهٔ استعمارگری اسپانیا در قاره آمریکا بود. پس از سال‌ها کشف مقدماتی و درگیری‌های پراکنده نظامی، ۱۶۸ سرباز اسپانیایی تحت فرماندهی فرانسیسکو پیزارو، هم‌پیمانان و متحدین بومی، آتاهوالپا، سیزدهمین و آخرین امپراتوری اینکا را به اسارت گرفته و سرانجام، با اعدام وی به دوران تمدن اینکا خاتمه بخشیدند.